# Martha Ontaneda
Martha Ontaneda Miranda é uma atriz, produtora e diretora equatoriana.

## Biografia
Martha Ontaneda é filha de Miguel Ángel Ontaneda e Colômbia Miranda. Ela tem três filhas, e foi casada duas vezes. Atualmente é casada com Roberto Mastalir.
Ontaneda entrou no mundo do teatro em 1983 com a sua participação no grupo de teatro de fantoches Arcoiris.
Começou a atuar em 1986 como substituta de outra atriz na peça La casa de Bernarda Alba, no Teatro Experimental de Guayaquil. Sua primeira atuação como atriz de televisão foi em produções da Ecuavisa, El cholito [es], La pareja feliz [es], 3 familias [es]. Em 2006, Ontaneda formou sua própria produtora, MO Producciones Teatrales, que desde então produziu peças como Ocho mujeres, una ronda de arpías, uma adaptação da peça de teatro original de Cristian Cortez [es].